# 小行星8203
小行星8203（英語：8203 Jogolehmann）是一颗围绕太阳公转的小行星。1994年2月7日，艾瑞克·怀特·埃尔斯特在拉西拉天文台发现了此天体。
这颗小行星的绝对星等为327.5058974935754等。